# Otis Adelbert Kline
Otis Adelbert Kline (geboren am 1. Juli 1891 in Chicago, Illinois; gestorben am 24. Oktober 1946 in Short Beach, Branford, Connecticut) war ein amerikanischer Schriftsteller, der in der Zeit der Pulp-Magazine dort zahlreiche Science-Fiction- und Fantasy-Geschichten veröffentlichte.

## Leben
Kline war vielfältig begabt und sowohl kreativ als auch geschäftstüchtig. Bevor er als Pulp-Autor bekannt wurde, war er Songwriter, Musikverleger und Drehbuchautor.
Als er in den frühen 1920er Jahren Kurzgeschichten zu veröffentlichen begann, beschränkte er sich nicht auf ein Genre, sondern veröffentlichte vor allem anfangs sowohl Horrorgeschichten in Weird Tales als auch Detektivgeschichten in Detective Tales und ähnlichen Pulp-Magazinen. Science-Fiction im engeren Sinn schrieb er weniger, seine Spezialität war auf fremden exotischen Planeten handelnde Fantasy in der Art der Barsoom-Geschichten von Edgar Rice Burroughs, mit dem man Kline immer wieder verglichen hat. Don D’Ammassa sagt in dieser Hinsicht, dass Edgar Rice Burroughs ohne Konkurrenz sei, wenn es um Mars- oder Dschungelabenteuer gehe, dass aber Kline ihm in dieser Hinsicht nahe komme, wenn überhaupt jemand.
Kline war auch durchaus erfolgreich in seiner Zeit. Bekannt ist hier vor allem Jan of the Jungle, ein verwegener Dschungelheld im Stil Tarzans, dessen Abenteuer als The Call of the Savage verfilmt wurden. Ein anderer Tarzan-Klon war Tam, Son of the Tiger, der nicht von Affen in Afrika, sondern von Tigern in Indien aufgezogen wird. Analog hieß der John Carter vom Mars bei Kline Robert Grandon und auf der Venus unterwegs.
Es handelt sich allerdings nicht im sklavische Nachahmung, sondern wohl eher um das Resultat kongenialer Neigungen zu bestimmten Genres, Formen und Requisiten. Die auf einen Beitrag von Donald A. Wollheim zurückgehende und von Sam Moskowitz aufgegriffene Vorstellung, Burroughs und Kline hätten sich eine Art interplanetaren Sängerkrieg geliefert, ist jedenfalls inzwischen als Fabrikation Wollheims diskreditiert.
Ab Mitte der 1930er Jahre widmete Kline sich hauptsächlich der von ihm gegründeten Literaturagentur Otis Kline Associates, deren bekanntester Klienten H. G. Wells und vor allem Robert E. Howard waren. Klines Nachfolger in der Agentur war Oscar J. Friend, in dessen Hand Howards literarischer Nachlass gelangte. Die Agentur besteht heute noch.
1946 ist Kline im Alter von 55 Jahren gestorben.

## Bibliografie
Die Reihen sind nach Erscheinungsjahr des ersten Teiles sortiert.
Dr. Dorp (Kurzgeschichtenserie)
- 1 The Malignant Entity (1924)
- 2 The Radio Ghost (1927)

Bart Leslie (Kurzgeschichtenserie)
- The Demon of Tlaxpam (1929)
- The Cyclops of Xoatl (1936, mit E. Hoffmann Price)

Robert Grandon (Romanserie)
- 1 The Planet of Peril (1929)
- 2 The Prince of Peril (1930)
- 3 Buccaneers of Venus (1932, auch als The Port of Peril, 1949)

Hamed the Atar (Kurzgeschichtenserie)
- The Man Who Limped (1930)
- The Dragoman’s Slave Girl (1931)
- The Dragoman’s Revenge (1931)
- The Dragoman’s Secret (1931)
- The Dragoman’s Confession (1932)
- The Dragoman’s Jest (1932, mit E. Hoffmann Price)
- The Dragoman’s Pilgrimage (1933)

Jan of the Jungle (Romanserie)
- 1 Jan of the Jungle (1931, auch als Call of the Savage, 1937)
- 2 Jan in India (1935, 1974)

Swordsman of Mars (Romanserie)
- 1 The Swordsman of Mars (1933, 1960)
- 2 The Outlaws of Mars (1933, 1961)

Romane
- The Secret Kingdom (1929, mit Allen S. Kline)
- Maza of the Moon (1929, 1930)
- Tam, Son of the Tiger (1931)
- Satans on Saturn (1940, mit E. Hoffmann Price)

Sammlungen
- The Man Who Limped and Other Stories (1946)
- The Bride of Osiris and Other Weird Tales (1975)
- Otis Adelbert Kline Collection Book 1 (2005)
- The Dragoman’s Revenge (2007)
- Satans of Saturn (2012, mit E. Hoffmann Price)

Kurzgeschichten
- The Thing of a Thousand Shapes (1923)
- The Phantom Wolfhound (1923)
- The Corpse on the Third Slab (1923)
- The Cup of Blood (1923)
- The Phantom Rider (1924)
- The Bride of Osiris (1927, 1975)
- Treasure Accursed! (1928)
- The Bird-People (1930)
- Thirsty Blades (1930, mit E. Hoffmann Price)
- Spawn of the Comet (1930)
- The Man from the Moon (1930)
- The Man in Room 18 (1930)
- The Vengeance of Sa'ik (1930)
- The Thing That Walked in the Rain (1931)
- The Metal Monster (1931)
- Midnight Madness (1932)
- A Vision of Venus (1933)
  - Deutsch: Im Dschungel der Venus. 1975.
- City Slickers (1934)
- Flaming Notes (1934)
- Office Flirt (1934)
- Cosmos: Chapter 8: Volunteers from Venus (1934, mit E. Hoffmann Price)
- Lord of the Lamia (1935)
- Revenge of the Robot (1936)
- The Iron World (1937)
- Servant of Satan (1939)
- Murder Is a Pipe (1939)
- What Is the Source of Prophecy? (1939)
- Stolen Centuries (1939)
- Race Around the Moon (1939)
- Satans of Saturn (1940, mit E. Hoffmann Price)
- Spotted Satan (1940, mit E. Hoffmann Price)
- The Robot Beasts (1941)
- Stranger from Smallness (1941)
- Meteor-Men of Mars (1942, mit Harry Cord)
- Return of the Undead (1943, mit Frank Belknap Long)